# Can Puig (Fornells de la Selva)
Can Puig és una obra de Fornells de la Selva (Gironès) inclosa a l'Inventari del Patrimoni Arquitectònic de Catalunya.

## Descripció
És un edifici civil de mitjanes dimensions de planta baixa, pis i golfes, coberta amb teulada a dues vessants am,b desaigua a les façanes laterals. Destaca la façana principal amb un portal rectangular amb una llinda datada el 1764; damunt hi ha un balcó també de pedra treballada i dues finestres a banda i banda i a la part superior hi ha dos arcs semicirculars. Les cantoneres són també de pedra treballada.

## Història
El poble de Fornells de la Selva restà demogràficament estancat a tot el llarg de l'època medieval no sobrepassant els 150 habitants. El seu creixement és un fenomen relativament modern i s'inicia al segle xviii, així de 180 habitants l'any 1718 es passà a 344 al 1787. De dit creixement n'és un exponent Can Puig construït a mitjans de dit segle.